# Boring (werktuigbouw)

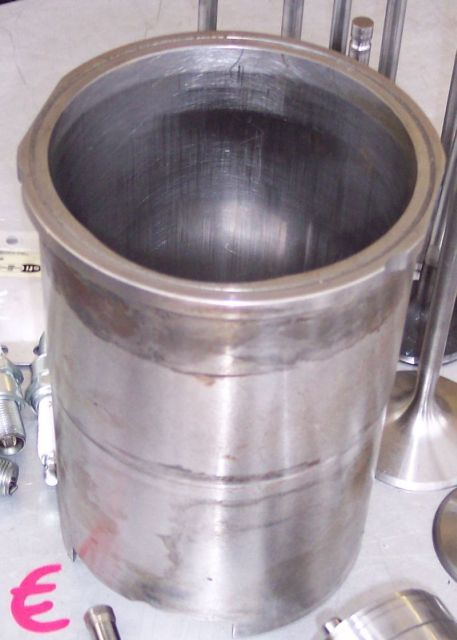
Cilinderbus

Een boring is in de werktuigbouw en de muziekinstrumentenbouw een uitholling of gat, dan wel de diameter daarvan. De term verwijst naar boren en daarmee in principe naar een holle cilindrische of conische vorm. Vanuit de betekenis 'het uitboren van een gat' is de betekenis in veel toepassingen verschoven naar de maatvoering van dat gat, zodat het verband met de fabricagetechniek verloren gaat: de term wordt ook gebruikt wanneer er geen boor aan te pas hoeft te komen, zoals bij gegoten motorblokken of gebruik van cilinderbussen, of bij orgelpijpen.

## Terminologie
De term 'boring' is bekend van de cilinders van zuigermotoren – zowel verbrandingsmotoren als stoommachines – maar hij wordt ook gebruikt bij plunjerpompen, zuigerpompen, zuigercompressors en uiteenlopende andere werktuigen. Bij vuurwapens is de term verouderd, maar heeft hij beide bovenstaande betekenissen: hij staat zowel voor de holte van de loop als voor het kaliber van die loop. Bij kogellagers en tonlagers wordt de term boring gebruikt om de binnendiameter van de buitenste lagerschaal aan te geven, waarbij de boring recht of conisch kan zijn.

## Nabewerkingen
Een eenmaal gemaakte boring wordt gewoonlijk nabewerkt om een wand te krijgen met geschikte eigenschappen. Met schuren en polijsten worden oneffenheden verwijderd, terwijl met honen juist kleine krasjes gemaakt worden waarin smeerolie vastgehouden kan worden. Met autofrettage wordt de wand versterkt en duurzamer gemaakt, met als neveneffect dat de boring vergroot wordt. Een metalen wand kan gehard worden. De boring van een vuurwapen krijgt gewoonlijk groeven om de kogels te laten roteren, waardoor ze beter baanvast zijn. Voor een boring met schroefdraad kan een draadtap gebruikt worden.

## Aerofonen
De boring of klankbuis van een blaasinstrument of andere aerofoon is akoestisch gezien een resonantiebuis, waarbij het onderscheid tussen cilindrisch en conisch belangrijker dat dat tussen recht en gebogen. Een rechte boring is een halfgesloten buis, met in principe alleen de oneven harmonischen; een conische boring gedraagt zich als een open buis, wat een volledige reeks oplevert.
Boringen kunnen recht of gebogen zijn. In de late middeleeuwen en de renaissance waren ze altijd recht; basinstrumenten hadden een boring van ongeveer 1,8 meter lang, bij bassethoorns was dat 1,3 meter, tenoren 1,1, alten 0,8, sopranen 0,55. Een lange klankpijp kan een instrument ietwat onhanteerbaar maken, zoals bij een didgeridoo of een midwinterhoorn, maar bij sommige instrumenten, zoals de fagot, wordt dit opgelost met een 'gevouwen' boring.
Bij blokfluiten wordt de term boring vaak afwijkend gebruikt: hij kan duiden op de klankbuis, maar vaker op de plaatsing van de luchtgaatjes en daarmee de vingerzetting. De termen Duitse boring en barokboring verwijzen hiernaar, evenals het verschil tussen dubbele en enkele boring.

## Motorbouw
Aan de hand van de cilinderboring, de slag van de krukas en het aantal cilinders is de totale cilinderinhoud te berekenen, met de formule:
{\displaystyle {\mbox{cilinderinhoud}}={\pi  \over 4}\times {\mbox{boring}}^{2}\times {\mbox{slag}}\times {\mbox{aantal cilinders}}}
Hierbij zijn cirkelvormige cilinders het uitgangspunt. Dit is gebruikelijk, omdat de cirkel de kleinste en gunstigste verhouding tussen omtrek en oppervlakte heeft en dus het hoogste theoretische thermodynamisch rendement. Ook is deze vorm gemakkelijk te fabriceren.

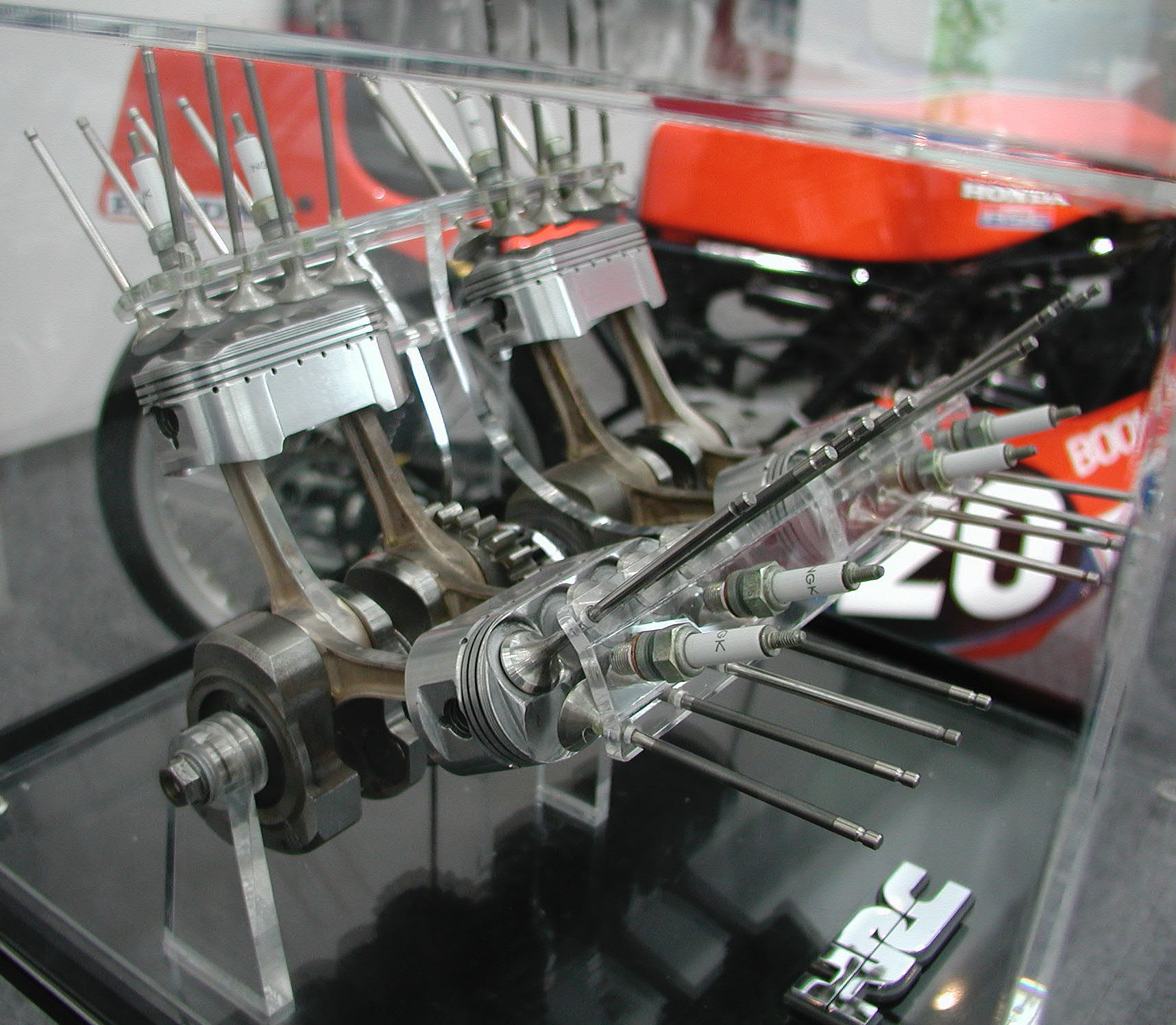
De opbouw van de Oval Piston-motor van de Honda NR 500/NR 750

Andere vormen, zoals strikt elliptische of ovale cilinders, worden bij hoge uitzondering voor speciale toepassingen gebruikt. Motorfietsfabrikant Honda gebruikte in zijn Oval Piston-machines ovalen zuigers met twee drijfstangen per zuiger, zodat de boring evenwijdig aan de krukas het grootste was. De opbouw was die van een V8-motor, echter met cilinders paarsgewijs samengenomen om te voldoen aan de eisen voor een racelicentie. Volkswagen experimenteerde ook met een afwijkende vorm om tot een kort motorblok te komen. Daarom gebruikte deze fabrikant min of meer elliptische zuigers die haaks op de krukas het grootst waren. De productiekosten waren te hoog en deze motoren kwamen niet in productie.

### Opboren
Het achteraf groter maken van een boring wordt opboren genoemd. Dit kan nodig zijn bij slijtage of beschadiging van cilinderwand of cilinderbus, maar wordt ook gedaan om betere prestaties te krijgen, het zogenaamde opvoeren. Na het opboren moet een overmaatzuiger geplaatst worden.

## Saai
Van het Engelse woord boring (saai) wordt gewoonlijk – maar mogelijk onterecht – aangenomen dat het een figuurlijke afleiding is van bore, een cognaat van het Nederlandse boren. Het wordt in het Nederlands als bijwoord en bijvoeglijk naamwoord gebruikt in dezelfde betekenis als in het Engels: saai, geestdodend, vervelend.